# Francisco Larrañaga Albizu
Francisco Larrañaga Albizu (Zestoa, 14 de septiembre de 1913-Zarauz, 19 de noviembre de 1979), más conocido por el sobrenombre de Chiquito de Iraeta, fue un pelotari español. En la actualidad su apodo suele ser transcrito más habitualmente como Txikito de Iraeta.
Larrañaga provenía del barrio de Iraeta de Cestona; de ahí su apodo. Fue un pelotari de la modalidad de mano, habiendo competido en esta disciplina durante las décadas de 1930 y 1940. Es recordado principalmente por haber disputado las primeras finales, tanto del Manomanista como del Campeonato de Parejas.
Debutó en 1931. Sus mejores años como pelotari coincidieron con los duros años de la Guerra Civil y los primeros de la posguerra, entre 1937 y 1942. Tomó parte en el primer Campeonato manomanista en 1940, logrando clasificarse para disputar la final con el hasta entonces campeón oficioso Atano III.
El 11 de agosto de 1940 en el Frontón Gros de San Sebastián, el gran Atano III derrotó en la final por 22-8 a Chiquito de Iraeta.
Al año siguiente llegó a la primera final del Campeonato de España de mano parejas, haciendo pareja con Miguel Gallastegui. El torneo se disputó como liguilla y la pareja Chiquito de Iraeta/Gallastegui perdió frente a Onaindia y Urcelay.
En 1942 volvió a participar en el Campeonato manomanista, aunque cayó eliminado ante Gallastegui. Curiosamente obtendría su único título en 1945 cuando sustituyó en la final del Campeonato de España de mano parejas a Onaindia, que había caído lesionado tras disputar todo el torneo. La pareja Chiquito de Iraeta-Lazcano se hizo con el título al ganar 22-21 a los hermanos Atano IV y Atano VII en la final.
El frontón del barrio de Iraeta de Cestona lleva el nombre de Frontón Txikito de Iraeta.

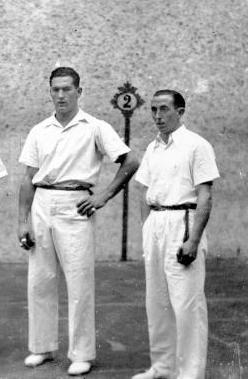
Miguel Gallastegui (izda.) y Txikito de Iraeta (dcha.) fueron subcampeones del campeonato de parejas en 1941

## Final manomanista

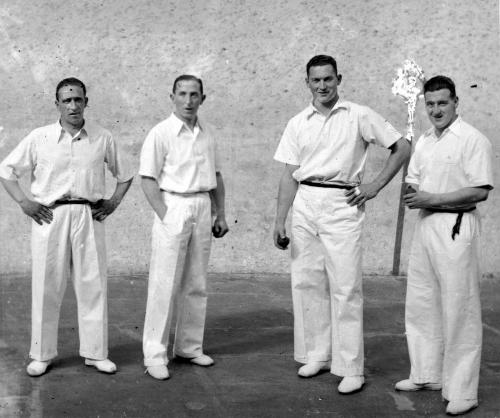
Foto de 1941 en el Frontón Astelena donde aparecen los pelotaris Chiquito de Mallavia (Pablo Berasaluce), Txikito de Iraeta (Francisco Larrañaga), Miguel Gallastegui y Felipe (José Aramendi)

| Año  | Campeón   | Subcampeón        | Tanteo | Frontón |
| ---- | --------- | ----------------- | ------ | ------- |
| 1940 | Atano III | Txikito de Iraeta | 22-08  | Gros    |

.

## Finales de mano parejas
| Año     | Campeones                       | Subcampeones                    | Tanteo    | Frontón |
| ------- | ------------------------------- | ------------------------------- | --------- | ------- |
| 1940-41 | Onaindia - Urcelay II           | Txikito de Iraeta - Gallastegui | 22-18 (1) | Gros    |
| 1945    | Txikito de Iraeta (2) - Lazcano | Atano VII - Atano IV            | 22-17     | Gros    |

(1) Se disputó como liguilla.
(2) Txikito de Iraeta sustituyó en la final a Onaindía, que había jugado el resto del torneo.
- Datos: Q3751678